# Fernanda Araya
Fernanda Ignacia Araya Toloza (Santiago, Chile; 12 de octubre de 1994) es una futbolista chilena. Juega de centro-delantera y su equipo actual es Universidad de Chile de la Primera División de Chile.
Es internacional absoluta con la selección de Chile desde 2011. 

## Trayectoria

### Universidad de Chile
Creció en una familia futbolera y simpatizante de la Universidad de Chile. Su acercamiento al fútbol fue a los 10 años en el club Estrella Manuel Rodríguez, luego entró a las inferiores del club azul. 
Con mucho esfuerzo en el club universitario, donde incluso entrenó en cancha de tierra y juntaban dinero con el equipo para comprar balones, fue escalando en el club y llegó al primer equipo a los 11 años.
Salió elegida como la mejor jugadora en la Gala Crack  TNT SPORTS  2024 del torneo nacional. También, es la goleadora con 22 tantos en el torneo nacional femenino.

## Selección nacional
Araya representó a Chile en el Campeonato Sudamericano  Femenino Sub-20 de 2013 en Brasil y Campeonato Sudamericano Femenino Sub-20 de 2014 realizado en Urguay.
A nivel adulto jugó los Juegos Suramericanos de 2014 y la Copa América Femenina 2014. Jugo torneo cuatro naciones el 2011 y 2013 en Brasil.
Fernanda en el año 2024 fue la goleadora de la Selección Chilena con 5 goles, los cuales anotó durante los amistosos de fecha FIFA de ese año. 

## Clubes
| Club                 | País           | Año         |
| -------------------- | -------------- | ----------- |
| Universidad de Chile | Chile          | 2014 - 2018 |
| OVU Fighting Scots   | Estados Unidos | 2018 - 2022 |
| Santiago Morning     | Chile          | 2022        |
| Universidad de Chile | Chile          | 2023 - 2024 |